# 123 a.C.
Il 123 a.C. (CXXIII a.C. in numeri romani) è un anno  del II secolo a.C.

## Eventi
- Tito Quinzio Flaminino, Quinto Cecilio Metello Balearico diventano consoli della Repubblica romana.
- Gaio Sempronio Gracco ripropone la Lex Agraria del fratello e crea la Lex de viis muniendis (legge riguardo alla costruzione di strade)
- Fondazione di Aquae Sextiae (odierna Aix-en-Provence)

## Nati
- Quinto Lutazio Catulo, politico romano († 61 a.C.)

## Morti
- Alessandro II Zabina, sovrano
- Publio Rupilio, politico romano